# Woodleigh (Devon)
Woodleigh is een civil parish in het bestuurlijke gebied South Hams, in het Engelse graafschap Devon. In 2001 telde het dorp 151 inwoners. Woodleigh komt in het Domesday Book (1086) voor als 'Odelie'.